# 奥林匹克运动会俄罗斯帝国代表团
俄罗斯帝国于1900年起参加奥林匹克运动会，1908年和1912年再度参加。
1917年前，作为俄罗斯帝国的自治领，芬兰大公国曾于1907年自行成立國家奧林匹克委員會，1908年和1912年派出自己的代表团参赛。1917年俄国革命及1922年苏联成立后，俄罗斯有40年未参加奥运会，直至1952年以苏联名义派团参加。1991年苏联解体后，新成立的俄罗斯联邦以独联体代表团名义参加1992年奥运会，到1994年冬奥会才正式以俄罗斯名义参加。